# 李漢昇
李漢昇（1994年10月24日—）為臺灣男子籃球運動員，場上位置為控球後衛，現效力於台灣職業籃球大聯盟新竹御嵿攻城獅。

## 生平
李漢昇出生於臺南縣，國小和國中分別就讀和順國小與和順國中，國小曾經打過巧固球，在國小五年級和朋友到緊鄰和順國小隔壁的和順國中打籃球時，被和順國中籃球隊教練相中，從那時開始接受正規籃球訓練。國中畢業後北上就讀泰山高中，高三時助隊在101學年度高中籃球聯賽取得第三名，打破原先隊史第四名紀錄。之後升學至國立臺灣師範大學，大一時校隊被大專籃球聯賽禁賽一年，大二時球隊從公開男二級打起，球隊在大三時奪下公開男二級冠軍、重返公開男一級，大四時李漢昇被選為隊長。2017年效力全国男子篮球联赛湖南勇胜，隔年改效力武汉当代，並入選當年NBL全明星正賽南區先發名單。2019年12月李漢昇返回臺灣之後原計劃再到中國大陸打球，無奈遇上嚴重特殊傳染性肺炎疫情爆發而留在臺灣。
2020年6月李漢昇報名投入超級籃球聯賽新人選秀會，但傳出新籌組的新竹球隊以新臺幣月薪10萬元挖腳李漢昇，高雄九太科技在選秀會尚未舉辦前即宣布將在選秀會上以狀元籤遴選李漢昇，並跟進月薪10萬元開價。7月15日，李漢昇在選秀會第一輪第一順位被高雄九太科技選中，成為選秀狀元。之後李漢昇與高雄九太科技簽下一份2年、月薪10萬元的合約。第十八季超級籃球聯賽結束後，李漢昇與其他高雄九太科技主力球員被轉移至T1聯盟高雄全家海神。2021年6月，李漢昇入選中華男籃出戰2021年亞洲盃資格賽第三階段。2022年7月4日，T1聯盟臺南台鋼獵鷹宣布簽下李漢昇。12月11日，李漢昇在主場迎戰高雄全家海神的比賽中繳出16分、12籃板、10助攻的大三元表現，為T1聯盟第一位本土球員達成大三元。2024年7月10日，李漢昇加盟台灣職業籃球大聯盟新竹御頂攻城獅。

## 外部連結
- 李漢昇的Instagram帳戶
- 李漢昇在fiba.basketball（英语）
- 李漢昇在台灣職業籃球大聯盟
- 李漢昇在Eurobasket.com（球員）（英语）
- 李漢昇在Eurobasket.com（球員）（英语）
- 李漢昇在RealGM（英语）
- 李漢昇在Flashscore（英语）